# Mathieu Turgeon
Mathieu Turgeon (* 2. August 1979 in Pointe-Claire) ist ein ehemaliger kanadischer Trampolinturner.
Er nahm an zwei Olympischen Spielen teil. Bei seiner ersten Teilnahme im Jahr 2000 in Sydney gewann er die Bronzemedaille. Vier Jahre darauf belegte er in Athen den elften Rang. Bei Weltmeisterschaften gewann er 1999 mit der Mannschaft mit Bronze seine einzige Medaille.
Mathieu Turgeon ist seit 2007, dem Jahr, in dem er seine Karriere beendete, mit der Trampolinturnerin Karen Cockburn verheiratet. Die beiden haben eine gemeinsame Tochter (* 2003).